# Erik Hörstadius
Erik Wilhelm Hörstadius, född 7 november 1964 i Storkyrkoförsamlingen, Stockholm, är en svensk journalist, författare och debattör. Han är son till Birgitta von Otter.

## Biografi
Hörstadius var redaktör för TV3:s TV3 Sport mellan 1999 och 2002. Han har skrivit för flera tidningar, bland annat Aftonbladet och Expressen, och tidskrifter som Nyliberalen, Smedjan och Slitz.

## TV- och filmkarriär
Hörstadius har medverkat i följande filmer och TV-program:
- Sandal i ZTV, programledare, tidigt 1990-tal
- Du dricker väl inte för mycket, va? film producerad av Systembolaget, tillsammans med Anja Sandberg, Katarina Ödman och Jonas Wendel, 1994
- Studio 8 i TV8, programledare tillsammans med Ulrika Hjalmarson, 2006
- Hörstadius i TV8, programledare, okänt år
- Olssons studio i Sveriges Television under olympiska sommarspelen, bisittare åt Rickard Olsson, 2008
- Racet till Vita huset (Filip och Fredriks tv-valvaka) om presidentvalet i USA 2008 i Kanal 5, 2008
- Klockan åtta hos stjärnorna i TV4 tillsammans med Ann-Louise Hansson, Magdalena Graaf och Edward Blom
- Biggest Loser VIP i TV4 tillsammans med Gunilla Persson, Alexandra Zazzi och Kalle Moraeus, 2018